# دودل غود
دودل غود (بالإنجليزية: Doodle God)‏
هي لعبة فيديو ألغاز أطلقت لنظام أندرويد وآي أو أس وسامسونج بادا وويندوز فون 7 في عام 2010،
ولنظام ستيم ستور في عام 2015.

## النسخ الأخرى
في 4 نوفمبر 2010 أطلقت لعبة دودل ديفل على أجهزة الآيفون والآيباد.
ويوجد كذلك لعبة دودل غود 2
يوجد سبعة ألعاب للآيفون والآيباد والآيبود توتش:
1. دودل غود: سيف ذا برينسيس كويست
2. دودل غود: رن سانتا رن!
3. دودل غود: سينز في أس فيرتس
4. دودل غود: سيرفيفور
5. دودل غود: جريتيست إنفيتايشن
6. دودل غود: ذا رايس أوف إيجبت
7. دودل غود: ذا أنجل آند ذا لمب

في سبتمبر 2011، شركة جوي بيتس قامت بإطلاق لعبة دودل جديد، دودل فارم

## آراء وتقييمات
حصلت دودل غود على جائزة اختيار المستخدمين الأسبوعي على بوابة ألعاب نيو جراوندس. حققت اللعبة نجاحًا تجاريًا وجعلتها سلسلة ألعاب جوي بيت الرئيسية، حيث تحتوي على تتابعات وعناصر عرضية مثل  دودل دليف و دودل كينجديم و دودل كرياتير و دودل تانكس و دودل فارم.
| استقبال |        |
| --- | ------ |
| نتائج المراجعة نشرة نقاط Gamezebo [ 5 ] Jay Is Games [ 6 ] Slide to Play [ 7 ] SlapApp [ 8 ] AppSpy [ 9 ] Gamezhero [ 10 ] |        |
| نتائج المراجعة |        |
| نشرة | نقاط   |
| Gamezebo | [ 5 ]  |
| Jay Is Games | [ 6 ]  |
| Slide to Play | [ 7 ]  |
| SlapApp | [ 8 ]  |
| AppSpy | [ 9 ]  |
| Gamezhero | [ 10 ] |